# Aleksandar Vukic
Aleksandar Vukic (chorw. Aleksandar Vukić; ur. 6 kwietnia 1996 w Sydney) – australijski tenisista pochodzenia chorwackiego.

## Kariera tenisowa
W 2020 podczas French Open zadebiutował w turnieju głównym imprezy wielkoszlemowej. Po wygraniu trzech meczów w kwalifikacjach odpadł w pierwszej rundzie, przegrywając z Pedro Martínezem.
W 2021 roku otrzymał dziką kartę do turnieju głównego Australian Open. Odpadł wówczas w pierwszej rundzie po porażce z Karenem Chaczanowem. Wystartował również w turnieju miksta, grając w parze z Ivaną Popovic. Australijska para odpadła w pierwszej rundzie.
W 2023 roku awansował do finału zawodów w Atlancie, w którym przegrał z Taylorem Fritzem 5:7, 7:6(5), 4:6.
W karierze zwyciężył w dwóch singlowych turniejach cyklu ATP Challenger Tour. Ponadto wygrał jeden singlowy turniej rangi ITF.
Najwyżej sklasyfikowany w rankingu gry pojedynczej był na 48. miejscu (14 sierpnia 2023), a w klasyfikacji gry podwójnej na 389. pozycji (21 marca 2022).

### Finały w turniejach ATP Tour
| Legenda                                      |
| -------------------------------------------- |
| Wielki Szlem                                 |
| Igrzyska olimpijskie                         |
| Tennis Masters Cup / ATP Finals              |
| ATP Masters Series / ATP Tour Masters 1000   |
| ATP International Series Gold / ATP Tour 500 |
| ATP International Series / ATP Tour 250      |

#### Gra pojedyncza (0–1)
| Końcowy wynik | Nr | Data          | Turniej | Nawierzchnia | Przeciwnik   | Wynik finału     |
| ------------- | -- | ------------- | ------- | ------------ | ------------ | ---------------- |
| Finalista     | 1. | 30 lipca 2023 | Atlanta | Twarda       | Taylor Fritz | 5:7, 7:6(5), 4:6 |

### Zwycięstwa w turniejach ATP Challenger Tour

#### Gra pojedyncza
| Końcowy wynik | Nr | Data           | Turniej   | Nawierzchnia | Przeciwnik       | Wynik finału   |
| ------------- | -- | -------------- | --------- | ------------ | ---------------- | -------------- |
| Zwycięzca     | 1. | 20 lutego 2022 | Bengaluru | Twarda       | Dimityr Kuzmanow | 6:4, 6:4       |
| Zwycięzca     | 2. | 14 maja 2023   | Pusan     | Ceglana      | Max Purcell      | 6:4, 1:0 krecz |